# Vòng loại Giải vô địch bóng đá châu Âu 2016
Vòng loại giải vô địch bóng đá châu Âu 2016 là giải đấu diễn ra từ tháng 9 năm 2014 đến tháng 11 năm 2015 để chọn ra 23 đội bóng cùng với nước chủ nhà Pháp tham dự giải vô địch bóng đá châu Âu 2016. 53 đội tuyển của các quốc gia thành viên UEFA tham dự vòng loại, trong đó có Gibraltar tham dự lần đầu tiên.
Việc bốc thăm chia bảng đã diễn ra vào ngày 23 tháng 2 năm 2014 tại Cung hội nghị Acropolis ở Nice. Các đội bóng được hạt giống theo bảng xếp hạng hệ số đội tuyển quốc gia UEFA, được công bố cùng với các thủ tục bốc thăm và lịch thi đấu vòng chung kết sau khi Hội nghị Ban chấp hành ngày 23–24 tháng 1 tại Nyon.

## Các đội đã vượt qua vòng loại

Đội giành quyền tham dự Euro 2016
Đội không vượt qua vòng loại

| Đội tuyển        | Tư cách qua vòng loại         | Ngày vượt qua vòng loại | Các lần tham dự trước                                                 |
| ---------------- | ----------------------------- | ----------------------- | --------------------------------------------------------------------- |
| Pháp             | Chủ nhà                       | 28 tháng 5 năm 2010     | 8 (1960, 1984, 1992, 1996, 2000, 2004, 2008, 2012)                    |
| Anh              | Nhất bảng E                   | 5 tháng 9 năm 2015      | 8 (1968, 1980, 1988, 1992, 1996, 2000, 2004, 2012)                    |
| Cộng hòa Séc     | Nhất bảng A                   | 6 tháng 9 năm 2015      | 8 (1960, 1976, 1980, 1996, 2000, 2004, 2008, 2012)                    |
| Iceland          | Nhì bảng A                    | 0 (lần đầu)             |                                                                       |
| Áo               | Nhất bảng G                   | 8 tháng 9 năm 2015      | 1 (2008)                                                              |
| Bắc Ireland      | Nhất bảng F                   | 8 tháng 10 năm 2015     | 0 (lần đầu)                                                           |
| Bồ Đào Nha       | Nhất bảng I                   | 8 tháng 10 năm 2015     | 6 (1984, 1996, 2000, 2004, 2008, 2012)                                |
| Tây Ban Nha      | Nhất bảng C                   | 9 tháng 10 năm 2015     | 9 (1964, 1980, 1984, 1988, 1996, 2000, 2004, 2008, 2012)              |
| Thụy Sĩ          | Nhì bảng E                    | 9 tháng 10 năm 2015     | 3 (1996, 2004, 2008)                                                  |
| Ý                | Nhất bảng H                   | 10 tháng 10 năm 2015    | 8 (1968, 1980, 1988, 1996, 2000, 2004, 2008, 2012)                    |
| Bỉ               | Nhất bảng B                   | 10 tháng 10 năm 2015    | 4 (1972, 1980, 1984, 2000)                                            |
| Wales            | Nhì bảng B                    | 10 tháng 10 năm 2015    | 0 (lần đầu)                                                           |
| România          | Nhì bảng F                    | 11 tháng 10 năm 2015    | 4 (1984, 1996, 2000, 2008)                                            |
| Albania          | Nhì bảng I                    | 11 tháng 10 năm 2015    | 0 (lần đầu)                                                           |
| Đức              | Nhất bảng D                   | 11 tháng 10 năm 2015    | 11 (1972, 1976, 1980, 1984, 1988, 1992, 1996, 2000, 2004, 2008, 2012) |
| Ba Lan           | Nhì bảng D                    | 11 tháng 10 năm 2015    | 2 (2008, 2012)                                                        |
| Nga              | Nhì bảng G                    | 12 tháng 10 năm 2015    | 10 (1960, 1964, 1968, 1972, 1988, 1992, 1996, 2004, 2008, 2012)       |
| Slovakia         | Nhì bảng C                    | 12 tháng 10 năm 2015    | 4 (1960, 1976, 1980)                                                  |
| Croatia          | Nhì bảng H                    | 13 tháng 10 năm 2015    | 4 (1996, 2004, 2008, 2012)                                            |
| Thổ Nhĩ Kỳ       | Đội đứng thứ ba xuất sắc nhất | 13 tháng 10 năm 2015    | 3 (1996, 2000, 2008)                                                  |
| Hungary          | Thắng trận play-off           | 15 tháng 11 năm 2015    | 2 (1964, 1972)                                                        |
| Cộng hòa Ireland | Thắng trận play-off           | 16 tháng 11 năm 2015    | 2 (1988, 2012)                                                        |
| Thụy Điển        | Thắng trận play-off           | 17 tháng 11 năm 2015    | 5 (1992, 2000, 2004, 2008, 2012)                                      |
| Ukraina          | Thắng trận play-off           | 17 tháng 11 năm 2015    | 1 (2012)                                                              |

1. ↑  Từ năm 1972 đến năm 1988, Đức tham dự giải vô địch bóng đá châu Âu với tên gọi Tây Đức
2. ↑  Từ năm 1960 đến năm 1988, Nga tham dự giải vô địch bóng đá châu Âu với tên gọi Liên Xô và năm 1992 với tên gọi CIS
3. ↑  Từ năm 1960 đến năm 1980, Cộng hòa Séc và Slovakia tham dự Euro với tên gọi Tiệp Khắc.[7]

## Định dạng

### Các tiêu chí xếp hạng
Giống như vòng loại Euro 2012, nếu hai hay nhiều đội bằng điểm khi kết thúc vòng bảng, các tiêu chí để xếp hạng như sau:
Các tiêu chí 1 đến 4 tính trên kết quả đối đầu trực tiếp giữa các đội đang xét
1. Điểm số
2. Hiệu số bàn thắng
3. Số bàn thắng
4. Số bàn thắng sân khách
5. Nếu sau khi so sánh 4 tiêu chí trên vẫn có hai hay nhiều đội bằng nhau thì lặp lại 4 tiêu chí đó với các đội này. Nếu vẫn bằng nhau thì xét đến các tiêu chí tiếp theo
6. Kết quả thi đấu với các đội trong bảng
  1. Hiệu số bàn thắng
  2. Số bàn thắng
  3. Số bàn thắng sân khách
  4. Chỉ số chơi đẹp
7. Bốc thăm của UEFA

## Lịch thi đấu

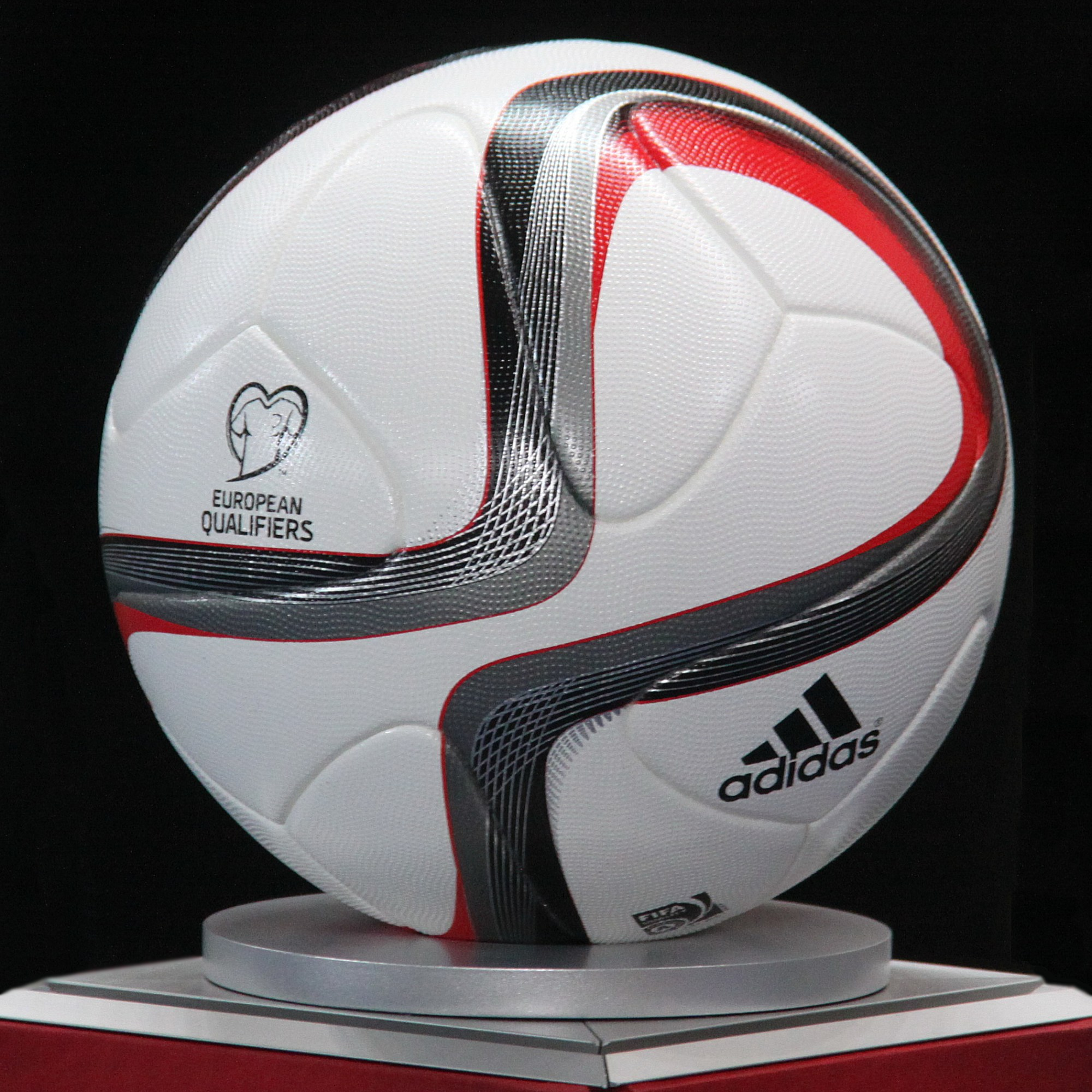
Trái bóng chính thức của vòng loại giải vô địch bóng đá châu Âu

Có 10 vòng đấu cho vòng bảng và 2 vòng đấu cho trận tranh vé vớt sẽ được diễn ra trong các ngày sau đây:
| Loại                | Vòng đấu            | Ngày                    |
| ------------------- | ------------------- | ----------------------- |
| Vòng loại vòng bảng | Vòng đấu 1          | 7–9 tháng 9 năm 2014    |
| Vòng loại vòng bảng | Vòng đấu 2          | 9–11 tháng 10 năm 2014  |
| Vòng loại vòng bảng | Vòng đấu 3          | 12–14 tháng 10 năm 2014 |
| Vòng loại vòng bảng | Vòng đấu 4          | 14–16 tháng 11 năm 2014 |
| Vòng loại vòng bảng | Vòng đấu 5          | 27–29 tháng 3 năm 2015  |
| Vòng loại vòng bảng | Vòng đấu 6          | 12–14 tháng 6 năm 2015  |
| Vòng loại vòng bảng | Vòng đấu 7          | 3–5 tháng 9 năm 2015    |
| Vòng loại vòng bảng | Vòng đấu 8          | 6–8 tháng 9 năm 2015    |
| Vòng loại vòng bảng | Vòng đấu 9          | 8–10 tháng 10 năm 2015  |
| Vòng loại vòng bảng | Vòng đấu 10         | 11–13 tháng 10 năm 2015 |
| Trận tranh vé vớt   | Lượt đi vòng vé vớt | 12–14 tháng 11 năm 2015 |
| Trận tranh vé vớt   | Lượt về vòng vé vớt | 15–17 tháng 11 năm 2015 |

Các đội bóng sẽ đá vòng tròn hai lượt để chọn ra 18 đội bóng dẫn đầu 9 bảng và đội thứ ba bảng có thành tích tốt nhất được vào thẳng vòng chung kết, còn 8 đội thứ ba bảng còn lại chia thành 4 cặp thi đấu loại trực tiếp sân nhà – sân khách để giành 4 suất còn lại. Thành tích tốt nhất không tính trên kết quả thi đấu với đội thứ 6, vì bảng đấu cuối cùng chỉ có 5 đội.

## Vòng loại vòng bảng

### Hạt giống
Các hạt giống được công bố vào ngày 24 tháng 1 năm 2014. Các đội trong in đậm có đủ điều kiện cho vòng chung kết.
| Nhóm 1               | Nhóm 1 | Nhóm 1 |
| Đội                  | Hệ số  | Hạng   |
| -------------------- | ------ | ------ |
| Tây Ban Nha          | 42,158 | 1      |
| Đức                  | 41,366 | 2      |
| Hà Lan               | 38,541 | 3      |
| Ý                    | 35,343 | 4      |
| Anh                  | 34,885 | 5      |
| Bồ Đào Nha           | 34,314 | 6      |
| Hy Lạp               | 33,540 | 7      |
| Nga                  | 32,946 | 8      |
| Bosna và Hercegovina | 31,416 | 9      |

| Nhóm 2           | Nhóm 2 | Nhóm 2 |
| Đội              | Hệ số  | Hạng   |
| ---------------- | ------ | ------ |
| Ukraina          | 31,156 | 10     |
| Croatia          | 30,652 | 12     |
| Thụy Điển        | 30,111 | 13     |
| Đan Mạch         | 29,660 | 14     |
| Thụy Sĩ          | 29,572 | 15     |
| Bỉ               | 28,732 | 16     |
| Cộng hòa Séc     | 28,234 | 17     |
| Hungary          | 27,802 | 18     |
| Cộng hòa Ireland | 26,733 | 19     |

| Nhóm 3     | Nhóm 3 | Nhóm 3 |
| Đội        | Hệ số  | Hạng   |
| ---------- | ------ | ------ |
| Serbia     | 25,985 | 20     |
| Thổ Nhĩ Kỳ | 25,955 | 21     |
| Slovenia   | 25,834 | 22     |
| Israel     | 25,442 | 23     |
| Na Uy      | 25,341 | 24     |
| Slovakia   | 25,333 | 25     |
| România    | 25,038 | 26     |
| Áo         | 24,572 | 27     |
| Ba Lan     | 23,095 | 28     |

| Nhóm 4     | Nhóm 4 | Nhóm 4 |
| Đội        | Hệ số  | Hạng   |
| ---------- | ------ | ------ |
| Montenegro | 22,991 | 29     |
| Armenia    | 22,861 | 30     |
| Scotland   | 22,234 | 31     |
| Phần Lan   | 22,001 | 32     |
| Latvia     | 20,771 | 33     |
| Wales      | 20,551 | 34     |
| Bulgaria   | 20,391 | 35     |
| Estonia    | 19,988 | 36     |
| Belarus    | 19,646 | 37     |

| Nhóm 5        | Nhóm 5 | Nhóm 5 |
| Đội           | Hệ số  | Hạng   |
| ------------- | ------ | ------ |
| Iceland       | 19,243 | 38     |
| Bắc Ireland   | 19,201 | 39     |
| Albania       | 19,151 | 40     |
| Litva         | 19,026 | 41     |
| Moldova       | 18,301 | 42     |
| Bắc Macedonia | 17,376 | 43     |
| Azerbaijan    | 16,901 | 44     |
| Gruzia        | 16,766 | 45     |
| Síp           | 14,235 | 46     |

| Nhóm 6         | Nhóm 6 | Nhóm 6 |
| Đội            | Hệ số  | Hạng   |
| -------------- | ------ | ------ |
| Luxembourg     | 14,050 | 47     |
| Kazakhstan     | 13,961 | 48     |
| Liechtenstein  | 12,220 | 49     |
| Quần đảo Faroe | 11,751 | 50     |
| Malta          | 10,740 | 51     |
| Andorra        | 8,560  | 52     |
| San Marino     | 7,420  | 53     |
| Gibraltar      | 0      | 54     |

Lễ bốc thăm đã diễn ra tại Cung hội nghị Acropolis, Nice, vào ngày 23 tháng 2 năm 2014, vào lúc 12:00 CET. Những điều kiện sau đây được đặt ra trước lễ bốc thăm.
- Đội đương kim vô địch Tây Ban Nha Hy Lạp nghiễm nhiên được xếp làm đội hạt giống.
- Bảng A–H từng có 1 đội từ mỗi bảng 1–6 đội, trong khi bảng I chứa 1 đội từ mỗi bảng 1–5 đội.
- Vì lý do bản quyền truyền hình, Anh, Đức, Ý, Tây Ban Nha và Hà Lan sẽ được bốc thăm vào bảng 6 đội.
- Vì lý do chính trị, Armenia sẽ không cùng bảng với Azerbaijan (do tranh chấp khu vực Nagorno-Karabakh) và Tây Ban Nha sẽ không thi đấu với Gibraltar (do tranh chấp chủ quyền Gibraltar) tại vòng loại này. Không như vòng loại năm 2012, Nga và Gruzia đồng ý thi đấu nếu được bốc thăm cùng bảng.[14]
- Đội tuyển Pháp (Hệ số: 30,992; Hạng: 11) được quyền đấu giao hữu với 5 đội tuyển ở bảng I vào những lượt đấu đội tuyển đó nghỉ. Kết quả giao hữu không tính vào kết quả chung cuộc của bảng đấu.

### Sơ đồ
(bằng cách hoàn thành hạng 3 và thứ hạng từ thứ 2 đến thứ 9 trong số các đội bóng xếp thứ ba khác)
| Bảng A                         | Bảng B                   | Bảng C                                 | Bảng D                          | Bảng E                         | Bảng F                               | Bảng G                                 | Bảng H                          | Bảng I                 |
| ------------------------------ | ------------------------ | -------------------------------------- | ------------------------------- | ------------------------------ | ------------------------------------ | -------------------------------------- | ------------------------------- | ---------------------- |
| · Cộng hòa Séc · Iceland       | · Bỉ · Wales             | · Tây Ban Nha · Slovakia               | · Đức · Ba Lan                  | · Anh · Thụy Sĩ                | · Bắc Ireland · România              | · Áo · Nga                             | · Ý · Croatia                   | · Bồ Đào Nha · Albania |
| · Thổ Nhĩ Kỳ                   | · Bosna và Hercegovina   | · Ukraina                              | · Cộng hòa Ireland              | · Slovenia                     | · Hungary                            | · Thụy Điển                            | · Na Uy                         | · Đan Mạch             |
| · Hà Lan · Kazakhstan · Latvia | · Israel · Síp · Andorra | · Belarus · Luxembourg · Bắc Macedonia | · Scotland · Gruzia · Gibraltar | · Estonia · Litva · San Marino | · Phần Lan · Quần đảo Faroe · Hy Lạp | · Montenegro · Liechtenstein · Moldova | · Bulgaria · Azerbaijan · Malta | · Serbia · Armenia     |

### Vòng bảng
| Chú thích trong bảng                                                                 |
| ------------------------------------------------------------------------------------ |
| Các đội nhất, nhì bảng và đội thứ ba có thành tích cao nhất vào thẳng vòng chung kết |
| Các đội xếp thứ ba bảng còn lại vào vòng vé vớt                                      |

#### Bảng A
| VT | Đội          | ST | T | H | B | BT | BB | HS  | Đ  | Giành quyền tham dự            |     | Cộng hòa Séc | Iceland | Thổ Nhĩ Kỳ | Hà Lan | Kazakhstan | Latvia |
| -- | ------------ | -- | - | - | - | -- | -- | --- | -- | ------------------------------ | --- | ------------ | ------- | ---------- | ------ | ---------- | ------ |
| 1  | Cộng hòa Séc | 10 | 7 | 1 | 2 | 19 | 14 | +5  | 22 | Giành quyền vào vòng chung kết |     | —            | 2–1     | 0–2        | 2–1    | 2–1        | 1–1    |
| 2  | Iceland      | 10 | 6 | 2 | 2 | 17 | 6  | +11 | 20 | Giành quyền vào vòng chung kết |     | 2–1          | —       | 3–0        | 2–0    | 0–0        | 2–2    |
| 3  | Thổ Nhĩ Kỳ   | 10 | 5 | 3 | 2 | 14 | 9  | +5  | 18 | Giành quyền vào vòng chung kết |     | 1–2          | 1–0     | —          | 3–0    | 3–1        | 1–1    |
| 4  | Hà Lan       | 10 | 4 | 1 | 5 | 17 | 14 | +3  | 13 |                                |     | 2–3          | 0–1     | 1–1        | —      | 3–1        | 6–0    |
| 5  | Kazakhstan   | 10 | 1 | 2 | 7 | 7  | 18 | −11 | 5  |                                | 2–4 | 0–3          | 0–1     | 1–2        | —      | 0–0        |        |
| 6  | Latvia       | 10 | 0 | 5 | 5 | 6  | 19 | −13 | 5  |                                | 1–2 | 0–3          | 1–1     | 0–2        | 0–1    | —          |        |

#### Bảng B
| VT | Đội                  | ST | T | H | B  | BT | BB | HS  | Đ  | Giành quyền tham dự               |     | Bỉ  | Wales | Bosna và Hercegovina | Israel | Cộng hòa Síp | Andorra |
| -- | -------------------- | -- | - | - | -- | -- | -- | --- | -- | --------------------------------- | --- | --- | ----- | -------------------- | ------ | ------------ | ------- |
| 1  | Bỉ                   | 10 | 7 | 2 | 1  | 24 | 5  | +19 | 23 | Giành quyền vào vòng chung kết    |     | —   | 0–0   | 3–1                  | 3–1    | 5–0          | 6–0     |
| 2  | Wales                | 10 | 6 | 3 | 1  | 11 | 4  | +7  | 21 | Giành quyền vào vòng chung kết    |     | 1–0 | —     | 0–0                  | 0–0    | 2–1          | 2–0     |
| 3  | Bosna và Hercegovina | 10 | 5 | 2 | 3  | 17 | 12 | +5  | 17 | Giành quyền vào trận tranh vé vớt |     | 1–1 | 2–0   | —                    | 3–1    | 1–2          | 3–0     |
| 4  | Israel               | 10 | 4 | 1 | 5  | 16 | 14 | +2  | 13 |                                   |     | 0–1 | 0–3   | 3–0                  | —      | 1–2          | 4–0     |
| 5  | Síp                  | 10 | 4 | 0 | 6  | 16 | 17 | −1  | 12 |                                   | 0–1 | 0–1 | 2–3   | 1–2                  | —      | 5–0          |         |
| 6  | Andorra              | 10 | 0 | 0 | 10 | 4  | 36 | −32 | 0  |                                   | 1–4 | 1–2 | 0–3   | 1–4                  | 1–3    | —            |         |

#### Bảng C
| VT | Đội           | ST | T | H | B | BT | BB | HS  | Đ  | Giành quyền tham dự               |     | Tây Ban Nha | Slovakia | Ukraina | Belarus | Luxembourg | Bắc Macedonia |
| -- | ------------- | -- | - | - | - | -- | -- | --- | -- | --------------------------------- | --- | ----------- | -------- | ------- | ------- | ---------- | ------------- |
| 1  | Tây Ban Nha   | 10 | 9 | 0 | 1 | 23 | 3  | +20 | 27 | Giành quyền vào vòng chung kết    |     | —           | 2–0      | 1–0     | 3–0     | 4–0        | 5–1           |
| 2  | Slovakia      | 10 | 7 | 1 | 2 | 17 | 8  | +9  | 22 | Giành quyền vào vòng chung kết    |     | 2–1         | —        | 0–0     | 0–1     | 3–0        | 2–1           |
| 3  | Ukraina       | 10 | 6 | 1 | 3 | 14 | 4  | +10 | 19 | Giành quyền vào trận tranh vé vớt |     | 0–1         | 0–1      | —       | 3–1     | 3–0        | 1–0           |
| 4  | Belarus       | 10 | 3 | 2 | 5 | 8  | 14 | −6  | 11 |                                   |     | 0–1         | 1–3      | 0–2     | —       | 2–0        | 0–0           |
| 5  | Luxembourg    | 10 | 1 | 1 | 8 | 6  | 27 | −21 | 4  |                                   | 0–4 | 2–4         | 0–3      | 1–1     | —       | 1–0        |               |
| 6  | Bắc Macedonia | 10 | 1 | 1 | 8 | 6  | 18 | −12 | 4  |                                   | 0–1 | 0–2         | 0–2      | 1–2     | 3–2     | —          |               |

#### Bảng D
| VT | Đội              | ST | T | H | B  | BT | BB | HS  | Đ  | Giành quyền tham dự               |     | Đức | Ba Lan | Cộng hòa Ireland | Scotland | Gruzia | Gibraltar |
| -- | ---------------- | -- | - | - | -- | -- | -- | --- | -- | --------------------------------- | --- | --- | ------ | ---------------- | -------- | ------ | --------- |
| 1  | Đức              | 10 | 7 | 1 | 2  | 24 | 9  | +15 | 22 | Giành quyền vào vòng chung kết    |     | —   | 3–1    | 1–1              | 2–1      | 2–1    | 4–0       |
| 2  | Ba Lan           | 10 | 6 | 3 | 1  | 33 | 10 | +23 | 21 | Giành quyền vào vòng chung kết    |     | 2–0 | —      | 2–1              | 2–2      | 4–0    | 8–1       |
| 3  | Cộng hòa Ireland | 10 | 5 | 3 | 2  | 19 | 7  | +12 | 18 | Giành quyền vào trận tranh vé vớt |     | 1–0 | 1–1    | —                | 1–1      | 1–0    | 7–0       |
| 4  | Scotland         | 10 | 4 | 3 | 3  | 22 | 12 | +10 | 15 |                                   |     | 2–3 | 2–2    | 1–0              | —        | 1–0    | 6–1       |
| 5  | Gruzia           | 10 | 3 | 0 | 7  | 10 | 16 | −6  | 9  |                                   | 0–2 | 0–4 | 1–2    | 1–0              | —        | 4–0    |           |
| 6  | Gibraltar        | 10 | 0 | 0 | 10 | 2  | 56 | −54 | 0  |                                   | 0–7 | 0–7 | 0–4    | 0–6              | 0–3      | —      |           |

#### Bảng E
| VT | Đội        | ST | T  | H | B | BT | BB | HS  | Đ  | Giành quyền tham dự               |     | Anh | Thụy Sĩ | Slovenia | Estonia | Litva | San Marino |
| -- | ---------- | -- | -- | - | - | -- | -- | --- | -- | --------------------------------- | --- | --- | ------- | -------- | ------- | ----- | ---------- |
| 1  | Anh        | 10 | 10 | 0 | 0 | 31 | 3  | +28 | 30 | Giành quyền vào vòng chung kết    |     | —   | 2–0     | 3–1      | 2–0     | 4–0   | 5–0        |
| 2  | Thụy Sĩ    | 10 | 7  | 0 | 3 | 24 | 8  | +16 | 21 | Giành quyền vào vòng chung kết    |     | 0–2 | —       | 3–2      | 3–0     | 4–0   | 7–0        |
| 3  | Slovenia   | 10 | 5  | 1 | 4 | 18 | 11 | +7  | 16 | Giành quyền vào trận tranh vé vớt |     | 2–3 | 1–0     | —        | 1–0     | 1–1   | 6–0        |
| 4  | Estonia    | 10 | 3  | 1 | 6 | 4  | 9  | −5  | 10 |                                   |     | 0–1 | 0–1     | 1–0      | —       | 1–0   | 2–0        |
| 5  | Litva      | 10 | 3  | 1 | 6 | 7  | 18 | −11 | 10 |                                   | 0–3 | 1–2 | 0–2     | 1–0      | —       | 2–1   |            |
| 6  | San Marino | 10 | 0  | 1 | 9 | 1  | 36 | −35 | 1  |                                   | 0–6 | 0–4 | 0–2     | 0–0      | 0–2     | —     |            |

#### Bảng F
| VT | Đội            | ST | T | H | B | BT | BB | HS  | Đ  | Giành quyền tham dự               |     | Bắc Ireland | România | Hungary | Phần Lan | Quần đảo Faroe | Hy Lạp |
| -- | -------------- | -- | - | - | - | -- | -- | --- | -- | --------------------------------- | --- | ----------- | ------- | ------- | -------- | -------------- | ------ |
| 1  | Bắc Ireland    | 10 | 6 | 3 | 1 | 16 | 8  | +8  | 21 | Giành quyền vào vòng chung kết    |     | —           | 0–0     | 1–1     | 2–1      | 2–0            | 3–1    |
| 2  | România        | 10 | 5 | 5 | 0 | 11 | 2  | +9  | 20 | Giành quyền vào vòng chung kết    |     | 2–0         | —       | 1–1     | 1–1      | 1–0            | 0–0    |
| 3  | Hungary        | 10 | 4 | 4 | 2 | 11 | 9  | +2  | 16 | Giành quyền vào trận tranh vé vớt |     | 1–2         | 0–0     | —       | 1–0      | 2–1            | 0–0    |
| 4  | Phần Lan       | 10 | 3 | 3 | 4 | 9  | 10 | −1  | 12 |                                   |     | 1–1         | 0–2     | 0–1     | —        | 1–0            | 1–1    |
| 5  | Quần đảo Faroe | 10 | 2 | 0 | 8 | 6  | 17 | −11 | 6  |                                   | 1–3 | 0–3         | 0–1     | 1–3     | —        | 2–1            |        |
| 6  | Hy Lạp         | 10 | 1 | 3 | 6 | 7  | 14 | −7  | 6  |                                   | 0–2 | 0–1         | 4–3     | 0–1     | 0–1      | —              |        |

#### Bảng G
| VT | Đội           | ST | T | H | B | BT | BB | HS  | Đ  | Giành quyền tham dự               |     | Áo  | Nga | Thụy Điển | Montenegro | Liechtenstein | Moldova |
| -- | ------------- | -- | - | - | - | -- | -- | --- | -- | --------------------------------- | --- | --- | --- | --------- | ---------- | ------------- | ------- |
| 1  | Áo            | 10 | 9 | 1 | 0 | 22 | 5  | +17 | 28 | Giành quyền vào vòng chung kết    |     | —   | 1–0 | 1–1       | 1–0        | 3–0           | 1–0     |
| 2  | Nga           | 10 | 6 | 2 | 2 | 21 | 5  | +16 | 20 | Giành quyền vào vòng chung kết    |     | 0–1 | —   | 1–0       | 0–2        | 4–0           | 1–1     |
| 3  | Thụy Điển     | 10 | 5 | 3 | 2 | 15 | 9  | +6  | 18 | Giành quyền vào trận tranh vé vớt |     | 1–4 | 1–1 | —         | 3–1        | 2–0           | 2–0     |
| 4  | Montenegro    | 10 | 3 | 2 | 5 | 10 | 13 | −3  | 11 |                                   |     | 2–3 | 0–3 | 1–1       | —          | 2–0           | 2–0     |
| 5  | Liechtenstein | 10 | 1 | 2 | 7 | 2  | 26 | −24 | 5  |                                   | 0–5 | 0–7 | 0–2 | 0–0       | —          | 1–1           |         |
| 6  | Moldova       | 10 | 0 | 2 | 8 | 4  | 16 | −12 | 2  |                                   | 1–2 | 1–2 | 0–2 | 0–2       | 0–1        | —             |         |

1. ↑  Trận đấu giữa Nga và Montenegro trong khuôn khổ vòng loại Euro 2016 đã bị hoãn khi tỉ số đang là 0–0 bởi rắc rối từ đám đông người hâm mộ và ẩu đả giữa các cầu thủ trên sân. Chỉ ít phút sau khi bóng lăn, thủ môn Igor Akinfeev của tuyển Nga bị dính một quả pháo sáng ném từ khán đài. Sau tình huống này, Akinfeev đã phải rời sân bằng xe cứu thương. Phút 66, tuyển Nga được hưởng quả phạt đền nhưng Roman Shirokov không thực hiện thành công trong trạng thái tâm lý căng thẳng. Sau tình huống này, cầu thủ hai bên đã có những lời qua tiếng lại và thậm chí cảnh tượng xô xát cũng đã diễn ra trên sân. Ở trên khán đài, các CĐV cũng phản ứng một cách cực kỳ quyết liệt và pháo sáng đã được đốt ở rất nhiều nơi. Cảnh sát chống bạo động buộc phải vào cuộc để ngăn chặn. Trước cảnh lộn xộn ở trên sân và trên khán đài, trọng tài người Đức Deniz Aytekin đã đề nghị hoãn trận đấu.[15] Đến ngày 9 tháng 4, tiểu ban kỷ luật của UEFA ra quyết định xử Montenegro thua 0–3. Ngoài việc bị xử thua, Hiệp hội bóng đá Montenegro còn bị phạt 50.000 euro và cấm khán giả đến sân trong 2 trận đấu tiếp theo trên sân nhà.[16]

#### Bảng H
| VT | Đội        | ST | T | H | B | BT | BB | HS  | Đ  | Giành quyền tham dự               |     | Ý   | Croatia | Na Uy | Bulgaria | Azerbaijan | Malta |
| -- | ---------- | -- | - | - | - | -- | -- | --- | -- | --------------------------------- | --- | --- | ------- | ----- | -------- | ---------- | ----- |
| 1  | Ý          | 10 | 7 | 3 | 0 | 16 | 7  | +9  | 24 | Giành quyền vào vòng chung kết    |     | —   | 1–1     | 2–1   | 1–0      | 2–1        | 1–0   |
| 2  | Croatia    | 10 | 6 | 3 | 1 | 20 | 5  | +15 | 20 | Giành quyền vào vòng chung kết    |     | 1–1 | —       | 5–1   | 3–0      | 6–0        | 2–0   |
| 3  | Na Uy      | 10 | 6 | 1 | 3 | 13 | 10 | +3  | 19 | Giành quyền vào trận tranh vé vớt |     | 0–2 | 2–0     | —     | 2–1      | 0–0        | 2–0   |
| 4  | Bulgaria   | 10 | 3 | 2 | 5 | 9  | 12 | −3  | 11 |                                   |     | 2–2 | 0–1     | 0–1   | —        | 2–0        | 1–1   |
| 5  | Azerbaijan | 10 | 1 | 3 | 6 | 7  | 18 | −11 | 6  |                                   | 1–3 | 0–0 | 0–1     | 1–2   | —        | 2–0        |       |
| 6  | Malta      | 10 | 0 | 2 | 8 | 3  | 16 | −13 | 2  |                                   | 0–1 | 0–1 | 0–3     | 0–1   | 2–2      | —          |       |

1. ↑  Croatia bị trừ 1 điểm sau khi cổ động viên của họ có hành vi phân biệt chủng tộc trong trận gặp Ý tại Sân vận động Poljud. Ngoài ra, Liên đoàn bóng đá Croatia phải chơi hai trận tiếp theo của họ trên sân nhà tại Poljud trong điều kiện không có khán giả và bị phạt 100.000€.[17]

#### Bảng I
| VT | Đội        | ST | T | H | B | BT | BB | HS | Đ  | Giành quyền tham dự               |     | Bồ Đào Nha | Albania | Đan Mạch | Serbia | Armenia |
| -- | ---------- | -- | - | - | - | -- | -- | -- | -- | --------------------------------- | --- | ---------- | ------- | -------- | ------ | ------- |
| 1  | Bồ Đào Nha | 8  | 7 | 0 | 1 | 11 | 5  | +6 | 21 | Giành quyền vào vòng chung kết    |     | —          | 0–1     | 1–0      | 2–1    | 1–0     |
| 2  | Albania    | 8  | 4 | 2 | 2 | 10 | 5  | +5 | 14 | Giành quyền vào vòng chung kết    |     | 0–1        | —       | 1–1      | 0–2    | 2–1     |
| 3  | Đan Mạch   | 8  | 3 | 3 | 2 | 8  | 5  | +3 | 12 | Giành quyền vào trận tranh vé vớt |     | 0–1        | 0–0     | —        | 2–0    | 2–1     |
| 4  | Serbia     | 8  | 2 | 1 | 5 | 8  | 13 | −5 | 4  |                                   |     | 1–2        | 0–3     | 1–3      | —      | 2–0     |
| 5  | Armenia    | 8  | 0 | 2 | 6 | 5  | 14 | −9 | 2  |                                   | 2–3 | 0–3        | 0–0     | 1–1      | —      |         |

1. 1 2 3  Serbia bị xử thua 3–0 sau vụ ẩu đả trong trận đấu với Albania, và bị trừ 3 điểm đồng thời phải thi đấu 2 trận sắp tới ở vòng loại Euro 2016 mà không có sự cổ vũ của khán giả.[18]

### Xếp hạng các đội xếp thứ ba
Do 8 bảng có 6 đội và một bảng 5 đội nên trận đấu với đội thứ sáu ở các nhóm không được tính khi so sánh giữa các đội thứ ba bảng. Đội thứ ba nhiều điểm nhất sẽ lọt vào vòng chung kết, 8 đội còn lại phân cặp vòng đấu loại trực tiếp để chọn ra 4 đội vào vòng chung kết.

| VT | Bg | Đội                  | ST | T | H | B | BT | BB | HS | Đ  | Giành quyền tham dự               |
| -- | -- | -------------------- | -- | - | - | - | -- | -- | -- | -- | --------------------------------- |
| 1  | A  | Thổ Nhĩ Kỳ           | 8  | 5 | 1 | 2 | 12 | 7  | +5 | 16 | Giành quyền vào vòng chung kết    |
| 2  | F  | Hungary              | 8  | 4 | 3 | 1 | 8  | 5  | +3 | 15 | Giành quyền vào trận tranh vé vớt |
| 3  | C  | Ukraina              | 8  | 4 | 1 | 3 | 11 | 4  | +7 | 13 | Giành quyền vào trận tranh vé vớt |
| 4  | H  | Na Uy                | 8  | 4 | 1 | 3 | 8  | 10 | −2 | 13 | Giành quyền vào trận tranh vé vớt |
| 5  | I  | Đan Mạch             | 8  | 3 | 3 | 2 | 8  | 5  | +3 | 12 | Giành quyền vào trận tranh vé vớt |
| 6  | G  | Thụy Điển            | 8  | 3 | 3 | 2 | 11 | 9  | +2 | 12 | Giành quyền vào trận tranh vé vớt |
| 7  | D  | Cộng hòa Ireland     | 8  | 3 | 3 | 2 | 8  | 7  | +1 | 12 | Giành quyền vào trận tranh vé vớt |
| 8  | B  | Bosna và Hercegovina | 8  | 3 | 2 | 3 | 11 | 12 | −1 | 11 | Giành quyền vào trận tranh vé vớt |
| 9  | E  | Slovenia             | 8  | 3 | 1 | 4 | 10 | 11 | −1 | 10 | Giành quyền vào trận tranh vé vớt |

## Trận tranh vé vớt
8 đội đứng thứ 3 còn lại sẽ phải thi đấu 2 lượt vé vớt để xác định giành 4 suất vòng loại còn lại tham dự giải vô địch bóng đá châu Âu 2016. Các đội được hạt giống cho bốc thăm trận tranh vé vớt theo các đội tuyển quốc gia bảng xếp hạng hệ số của UEFA cập nhật sau khi hoàn thành vòng bảng. Lễ bốc thăm cho vòng vé vớt sẽ được tổ chức vào ngày 18 tháng 10 năm 2015 tại trụ sở UEFA ở Nyon.

### Kết quả
| Đội 1                | TTS | Đội 2            | Lượt đi | Lượt về |
| -------------------- | --- | ---------------- | ------- | ------- |
| Ukraina              | 3–1 | Slovenia         | 2–0     | 1–1     |
| Thụy Điển            | 4–3 | Đan Mạch         | 2–1     | 2–2     |
| Bosna và Hercegovina | 1–3 | Cộng hòa Ireland | 1–1     | 0–2     |
| Na Uy                | 1–3 | Hungary          | 0–1     | 1–2     |

## Truyền thông
Dưới đây là tên các quốc gia và vùng lãnh thổ sở hữu bản quyền vòng loại giải vô địch bóng đá châu Âu 2016.

### Châu Âu
| Quốc gia             | Đài sở hữu                    | Ref    |
| -------------------- | ----------------------------- | ------ |
| Albania              | RTSH                          | [ 21 ] |
| Armenia              | AMPTV, Setanta Sports         | [ 21 ] |
| Áo                   | ORF                           | [ 21 ] |
| Azerbaijan           | İTV                           | [ 21 ] |
| Belarus              | BTRC, Setanta Sports          | [ 21 ] |
| Bỉ                   | RTBF, VRT, BeTV, Telenet      | [ 21 ] |
| Bosna và Hercegovina | BHRT, RTRS, Sportklub         | [ 21 ] |
| Bulgaria             | BNT, Nova                     | [ 21 ] |
| Croatia              | HRT, Sportklub                | [ 21 ] |
| Síp                  | CyBC, CYTA                    | [ 21 ] |
| Cộng hòa Séc         | ČT, Sport1                    | [ 21 ] |
| Đan Mạch             | Truyền thông khoa học SBS     | [ 21 ] |
| Estonia              | ERR, Setanta Sports           | [ 21 ] |
| Quần đảo Faroe       | KvF                           | [ 21 ] |
| Phần Lan             | Yle                           | [ 21 ] |
| Pháp                 | TF1, Canal+                   | [ 21 ] |
| Gruzia               | GPB, Setanta Sports           | [ 21 ] |
| Đức                  | RTL                           | [ 21 ] |
| Gibraltar            | GBC                           | [ 21 ] |
| Hy Lạp               | NERIT, OTE                    | [ 21 ] |
| Hungary              | MTV, Sport1                   | [ 21 ] |
| Iceland              | RÚV, 365                      | [ 21 ] |
| Ireland              | RTÉ, Sky Sports               | [ 21 ] |
| Israel               | IBA, Charlton Ltd.            | [ 21 ] |
| Ý                    | RAI, Sky Sport                | [ 21 ] |
| Kosovo               | RTK                           | [ 21 ] |
| Latvia               | LTV, Setanta Sports           | [ 21 ] |
| Litva                | LRT, Setanta Sports           | [ 21 ] |
| Luxembourg           | RTL Télé Lëtzebuerg           | [ 21 ] |
| Malta                | PBS                           | [ 21 ] |
| Moldova              | TRM, Setanta Sports           | [ 21 ] |
| Montenegro           | RTCG, Sportklub               | [ 21 ] |
| Hà Lan               | NOS, Sport1                   | [ 21 ] |
| Na Uy                | Truyên thông Khoa học SBS     | [ 21 ] |
| Ba Lan               | Polsat                        | [ 21 ] |
| Bồ Đào Nha           | RTP, SportTV                  | [ 21 ] |
| România              | TVR                           | [ 21 ] |
| Nga                  | Sport-1, Setanta Sports       | [ 21 ] |
| Serbia               | RTS, Sportklub                | [ 21 ] |
| Slovakia             | RTVS, Sport1                  | [ 21 ] |
| Slovenia             | RTVSLO, Sportklub             | [ 21 ] |
| Tây Ban Nha          | RTVE, Digi Sport              | [ 21 ] |
| Thụy Điển            | Truyền thông Khoa học SBS     | [ 21 ] |
| Thụy Sĩ              | SRG SSR                       | [ 21 ] |
| Thổ Nhĩ Kỳ           | Show TV, Filbox               | [ 21 ] |
| Ukraina              | Ukrayina                      | [ 21 ] |
| Vương quốc Anh       | ITVENG, Sky SportsSCO/WAL/NIR | [ 21 ] |

ENG - ITV chỉ là đài truyền hình ở Anh.
SCO/WAL/NIR - Sky Sports gồm cả Scotland, Wales và Bắc Ireland.

### Toàn thế giới
| Quốc gia              | Đài sở hữu                                | Ref    |
| --------------------- | ----------------------------------------- | ------ |
| Brasil                | SporTV, ESPN Brasil                       | [ 21 ] |
| Brunei                | astro                                     | [ 21 ] |
| Campuchia             | GMM Grammy                                | [ 21 ] |
| Canada                | Sportsnet                                 | [ 21 ] |
| Trung Quốc            | CCTV                                      | [ 21 ] |
| Hồng Kông             | i-Cable Sports                            | [ 21 ] |
| Ấn Độ                 | Sony SIX                                  | [ 21 ] |
| Indonesia             | RCTI                                      | [ 21 ] |
| Hàn Quốc              | SpoTV                                     | [ 21 ] |
| Lào                   | GMM Grammy                                | [ 21 ] |
| Châu Mỹ Latin         | SKY México, DirecTV, ESPN (chỉ có Nam Mỹ) | [ 21 ] |
| Lãnh thổ châu Phi     | SportTV                                   | [ 21 ] |
| Malaysia              | astro                                     | [ 21 ] |
| Trung Đông và Bắc Phi | Abu Dhabi Sports                          | [ 21 ] |
| Mông Cổ               | Sansar                                    | [ 21 ] |
| Myanmar               | Forever BEC Tero                          | [ 21 ] |
| Châu Đại Dương        | ESPN                                      | [ 21 ] |
| Châu Phi Sahara       | StarTimes                                 | [ 21 ] |
| Tajikistan            | Setanta Sports                            | [ 21 ] |
| Thái Lan              | GMM Grammy                                | [ 21 ] |
| Turkmenistan          | Setanta Sports                            | [ 21 ] |
| Hoa Kỳ                | FOX Sports                                | [ 21 ] |
| Việt Nam              | Viettel, HTV                              | [ 21 ] |

## Danh sách cầu thủ ghi bàn

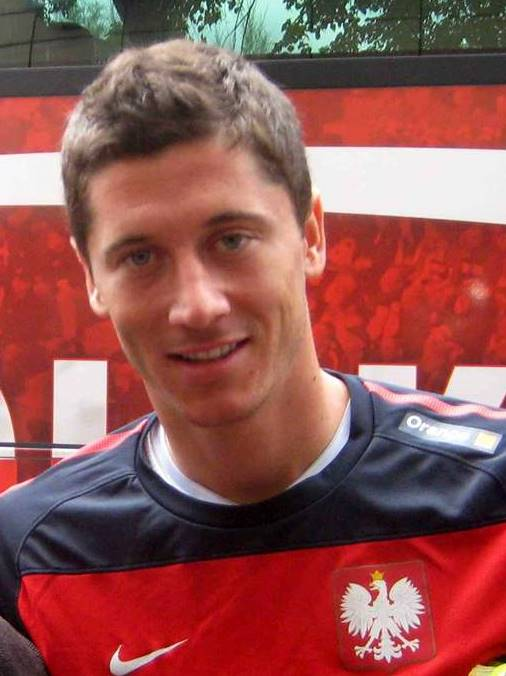
Tiền đạo Ba Lan Robert Lewandowski dẫn đầu vòng loại với 13 bàn thắng, cân bằng thành tích 13 bàn thắng của tiền đạo Bắc Ireland David Healy ở vòng loại Euro 2008.

13 bàn
- Robert Lewandowski

11 bàn
- Zlatan Ibrahimović

9 bàn
- Thomas Müller

8 bàn
- Edin Džeko
- Artyom Dzyuba

7 bàn
- Marc Janko
- Wayne Rooney
- Kyle Lafferty
- Steven Fletcher
- Gareth Bale

6 bàn
- Ivan Perišić
- Danny Welbeck
- Gylfi Sigurðsson
- Arkadiusz Milik
- Milivoje Novaković
- Andriy Yarmolenko

5 bàn
- Kevin De Bruyne
- Eden Hazard
- Omer Damari
- Klaas-Jan Huntelaar
- Cristiano Ronaldo
- Robbie Keane
- Jonathan Walters
- Shaun Maloney
- Marek Hamšík
- Paco Alcácer

4 bàn
- David Alaba
- Marouane Fellaini
- Nestoras Mitidis
- Bořek Dočkal
- Kamil Grosicki
- Xherdan Shaqiri
- Burak Yılmaz

3 bàn
- Ildefons Lima
- Marko Arnautović
- Martin Harnik
- Dimitrij Nazarov
- Dries Mertens
- Demetris Christofi
- Georgios Efrem
- Harry Kane
- Theo Walcott
- Joel Pohjanpalo
- Tornike Okriashvili
- Mario Götze
- Max Kruse
- André Schürrle
- Kolbeinn Sigþórsson
- Tomer Hemed
- Graziano Pellè
- Yuriy Logvinenko
- Valērijs Šabala
- Robin van Persie
- Gareth McAuley
- Alexander Tettey
- Shane Long
- Aleksandr Kokorin
- Steven Naismith
- Zoran Tošić
- Adam Nemec
- Boštjan Cesar
- David Silva
- Erkan Zengin
- Josip Drmić
- Haris Seferović
- Selçuk İnan
- Artem Kravets

2 bàn
- Zlatko Junuzović
- Rubin Okotie
- Rahid Amirguliyev
- Stanislaw Drahun
- Mikhail Gordeichuk
- Timofei Kalachev
- Sergei Kornilenko
- Radja Nainggolan
- Milan Đurić
- Vedad Ibišević
- Haris Medunjanin
- Edin Višća
- Iliyan Mitsanski
- Ivelin Popov
- Marcelo Brozović
- Andrej Kramarić
- Luka Modrić
- Pavel Kadeřábek
- Václav Pilař
- Milan Škoda
- Nicklas Bendtner
- Yussuf Poulsen
- Ross Barkley
- Raheem Sterling
- Jack Wilshere
- Sergei Zenjov
- Joán Símun Edmundsson
- Riku Riski
- Jaba Kankava
- Valeri Kazaishvili
- Mate Vatsadze
- İlkay Gündoğan
- Dániel Böde
- Krisztián Németh
- Tamás Priskin
- Birkir Bjarnason
- Aron Gunnarsson
- Tal Ben Haim II
- Nir Bitton
- Eran Zahavi
- Antonio Candreva
- Giorgio Chiellini
- Éder
- Alessandro Florenzi
- Islambek Kuat
- Fiodor Černych
- Arvydas Novikovas
- Lars Krogh Gerson
- Aleksandar Trajkovski
- Fatos Bećiraj
- Stevan Jovetić
- Mirko Vučinić
- Arjen Robben
- Georginio Wijnaldum
- Steven Davis
- Joshua King
- Grzegorz Krychowiak
- Sebastian Mila
- João Moutinho
- James McClean
- Aiden McGeady
- Constantin Budescu
- Paul Papp
- Bogdan Stancu
- Adem Ljajić
- Juraj Kucka
- Róbert Mak
- Nejc Pečnik
- Sergio Busquets
- Santi Cazorla
- Pedro
- Marcus Berg
- Fabian Schär
- Arda Turan
- Yevhen Konoplyanka
- Yevhen Seleznyov
- Serhiy Sydorchuk
- Aaron Ramsey

1 bàn
- Bekim Balaj
- Berat Djimsiti
- Shkëlzen Gashi
- Ermir Lenjani
- Mërgim Mavraj
- Armando Sadiku
- Robert Arzumanyan
- Henrikh Mkhitaryan
- Hrayr Mkoyan
- Marcos Pizzelli
- Marcel Sabitzer
- Javid Huseynov
- Michy Batshuayi
- Christian Benteke
- Nacer Chadli
- Laurent Depoitre
- Divock Origi
- Ermin Bičakčić
- Senad Lulić
- Nikolay Bodurov
- Mihail Aleksandrov
- Nikolay Bodurov
- Andrey Galabinov
- Ventsislav Hristov
- Dimitar Rangelov
- Nikola Kalinić
- Mario Mandžukić
- Ivica Olić
- Danijel Pranjić
- Ivan Rakitić
- Gordon Schildenfeld
- Constantinos Charalambidis
- Jason Demetriou
- Dossa Júnior
- Vincent Laban
- Constantinos Makrides
- Giorgos Merkis
- Vladimír Darida
- Ladislav Krejčí
- David Lafata
- David Limberský
- Tomáš Necid
- Tomáš Sivok
- Josef Šural
- Markus Henriksen
- Pierre Højbjerg
- Nicolai Jørgensen
- Thomas Kahlenberg
- Simon Kjær
- Jakob Poulsen
- Jannik Vestergaard
- Lasse Vibe
- Phil Jagielka
- Alex Oxlade-Chamberlain
- Andros Townsend
- Ats Purje
- Konstantin Vassiljev
- Hallur Hansson
- Christian Holst
- Róaldur Jakobsen
- Brandur Olsen
- Paulus Arajuuri
- Roman Eremenko
- Jarkko Hurme
- Berat Sadik
- Nikoloz Gelashvili
- Karim Bellarabi
- Toni Kroos
- Marco Reus
- Lee Casciaro
- Jake Gosling
- Christos Aravidis
- Nikolaos Karelis
- Panagiotis Kone
- Kostas Mitroglou
- Sokratis Papastathopoulos
- Kostas Stafylidis
- Panagiotis Tachtsidis
- Balázs Dzsudzsák
- Zoltán Gera
- Richárd Guzmics
- László Kleinheisler
- Gergő Lovrencsics
- Zoltán Stieber
- Ádám Szalai
- Jón Daði Böðvarsson
- Rúrik Gíslason
- Eiður Guðjohnsen
- Ragnar Sigurðsson
- Moanes Dabour
- Gil Vermouth
- Leonardo Bonucci
- Matteo Darmian
- Daniele De Rossi
- Stephan El Shaarawy
- Simone Zaza
- Rinat Abdulin
- Samat Smakov
- Aleksandrs Cauņa
- Aleksejs Višņakovs
- Artūrs Zjuzins
- Franz Burgmeier
- Sandro Wieser
- Deivydas Matulevičius
- Saulius Mikoliūnas
- Lukas Spalvis
- Stefano Bensi
- Mario Mutsch
- Sébastien Thill
- David Turpel
- Besart Abdurahimi
- Arijan Ademi
- Agim Ibraimi
- Adis Jahović
- Alfred Effiong
- Clayton Failla
- Michael Mifsud
- Gheorghe Boghiu
- Eugeniu Cebotaru
- Alexandru Dedov
- Alexandru Epureanu
- Dejan Damjanović
- Stefan Savić
- Žarko Tomašević
- Ibrahim Afellay
- Jeffrey Bruma
- Stefan de Vrij
- Luciano Narsingh
- Wesley Sneijder
- Craig Cathcart
- Josh Magennis
- Niall McGinn
- Jamie Ward
- Jo Inge Berget
- Mats Møller Dæhli
- Tarik Elyounoussi
- Vegard Forren
- Håvard Nielsen
- Håvard Nordtveit
- Alexander Søderlund
- Jakub Błaszczykowski
- Kamil Glik
- Bartosz Kapustka
- Krzysztof Mączyński
- Sławomir Peszko
- Łukasz Szukała
- Ricardo Carvalho
- Fábio Coentrão
- Nani
- Miguel Veloso
- Robbie Brady
- Cyrus Christie
- Wes Hoolahan
- John O'Shea
- Ovidiu Hoban
- Claudiu Keșerü
- Ciprian Marica
- Alexandru Maxim
- Raul Rusescu
- Alan Dzagoev
- Sergei Ignashevich
- Dmitri Kombarov
- Oleg Kuzmin
- Fyodor Smolov
- Matteo Vitaioli
- Ikechi Anya
- Chris Martin
- James McArthur
- Matt Ritchie
- Aleksandar Kolarov
- Nemanja Matić
- Peter Pekarík
- Kornel Saláta
- Stanislav Šesták
- Miroslav Stoch
- Vladimír Weiss
- Robert Berić
- Valter Birsa
- Branko Ilić
- Josip Iličić
- Kevin Kampl
- Dejan Lazarević
- Andraž Struna
- Jordi Alba
- Juan Bernat
- Diego Costa
- Mario Gaspar
- Isco
- Andrés Iniesta
- Álvaro Morata
- Sergio Ramos
- Jimmy Durmaz
- Emil Forsberg
- Ola Toivonen
- Eren Derdiyok
- Johan Djourou
- Blerim Džemaili
- Breel Embolo
- Gökhan Inler
- Pajtim Kasami
- Michael Lang
- Admir Mehmedi
- Valentin Stocker
- Granit Xhaka
- Serdar Aziz
- Umut Bulut
- Hakan Çalhanoğlu
- Bilal Kısa
- Oğuzhan Özyakup
- Denys Harmash
- David Cotterill
- Hal Robson-Kanu

1 bàn phản lưới nhà
- Mërgim Mavraj (trong trận gặp Armenia)
- Levon Hayrapetyan (trong trận gặp Serbia)
- Kamo Hovhannisyan (trong trận gặp Albania)
- Rashad Sadygov (trong trận gặp Croatia)
- Alyaksandr Martynovich (trong trận gặp Ukraina)
- Nikolay Bodurov (trong trận gặp Croatia)
- Yordan Minev (trong trận gặp Ý)
- Vedran Ćorluka (trong trận gặp Na Uy)
- Dossa Júnior (trong trận gặp Andorra)
- Markus Henriksen (trong trận gặp Hungary)
- Jordan Henderson (trong trận gặp Slovenia)
- Ragnar Klavan (trong trận gặp Thụy Sĩ)
- Akaki Khubutia (trong trận gặp Scotland)
- Mats Hummels (trong trận gặp Scotland)
- Jordan Perez (trong trận gặp Ireland)
- Yogan Santos (trong trận gặp Đức)
- Hannes Þór Halldórsson (trong trận gặp Cộng hòa Séc)
- Giorgio Chiellini (trong trận gặp Azerbaijan)
- Martin Büchel (trong trận gặp Nga)
- Franz Burgmeier (trong trận gặp Nga)
- Tome Pačovski (trong trận gặp Tây Ban Nha)
- Petru Racu (trong trận gặp Montenegro)
- Robin van Persie (trong trận gặp Cộng hòa Séc)
- John O'Shea (trong trận gặp Scotland)
- Cristian Brolli (trong trận gặp Anh)
- Alessandro Della Valle (trong trận gặp Anh)

2 bàn phản lưới nhà
- Giedrius Arlauskis (trong 2 trận gặp Thụy Sĩ & Anh)